# قصر البدیع
قصر البدیع (عربی: قصر البديع) یکی از شاهکارهای معماری و مهندسی در مغرب (مراکش) می‌باشد، سلطان سعدی احمد المنصور الذهبی (دوران حکومت وی از ۱۵۷۸ میلادی تا ۱۶۰۳ میلادی بوده است) چند ماه بعد از اینکه حکومت را به‌دست گرفت و توانست در یک پیروزی بزرگ پرتغالی‌ها را در نبرد وادی المخازن در سال ۱۵۷۸ میلادی شکست بدهد شروع به ساختن این قصر نمود. سلطان سعدی احمد المنصور سمت و گوشه شمال شرقی مراکش را برای بنای این قصر انتخاب نمود. این قصر مخصوص برگزاری جشن‌های سلطنتی و همین‌طور برای استقبال و پذیرایی از میهمانان رسمی بوده است. کارهای این قصر از ماه دسامبر ۱۵۷۸ شروع شد، استفاده از قصر پس از اتمام ساختمان به‌مدت ۱۶ سال بدون انقطاع ادامه داشت.

## معماری

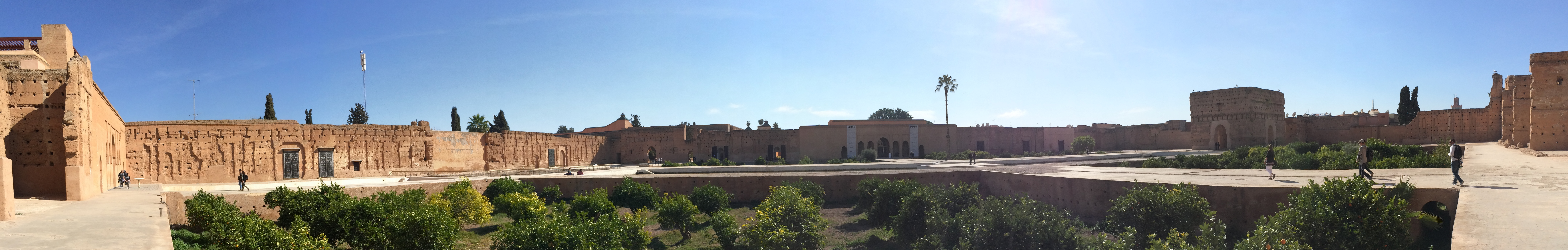
نما دور از قصر البدیع

علیرغم اینکه این قصر الان به صورت خرابه است ولی با توجه به اسناد تاریخی و طراحی‌هایی که در مورد آن به‌دست آمده است ما را به شناختی عمیق‌تر از مهندسی و اجزای تشکیل دهنده معماری ساختمان و همین‌طور کاشی‌کاری‌ها و نقاشی‌های بکار رفته در آن می‌رساند. یک نقاشی پرتغالی مربوط به سال ۱۵۸۵ نشان می‌دهد که این قصر به وسیله یک دیوار بلند با ۴ برج در ۴ گوشه دیوار محاط شده بوده است، تنها راه ورودی به قصر از طریق درب‌هایی بوده که در اطراف قصر وجود داشته است، در اصلی این قصر در سمت جنوب غربی قصر واقع شده است.
خود ساختمان قصر حول یک میدان مرکزی بزرگ که در وسط آن یک استخر بزرگ آب و فواره‌های آن قرار دارد ساخته شده است، در طرفین آن دو باغ که پوشیده از درخت و گل و منابع آبی کوچک وجود داشته است. در وسط دو ضلع کوچک این میدان دو اتاق مجلل و بلند قرار داشته است که امروز بجز یک اثر چیز دیگری وجود ندارد، این دو اتاق به صورت مربع طراحی شده و به وسیلهٔ یک سقف گنبدی که توسط ۱۲ ستون محکم و بلند مانند ستون‌ها و سقف گنبدی که در قبرهای السعدیین در مراکش الان دیده می‌شود، پوشیده شده است، کف این دو اتاق با کاشی فرش شده است و هرکدام دارای یک حوض کوچک آبی بوده است که در خنک کردن و تلطیف هوا در این دو اتاق کمک می‌کرده است.
در حاشیه‌های طولانی میدان در طرفین میدان تعدادی اتاق‌های مجلل مستطیلی شکل وجود داشته است که چیزی از آن‌ها جز خرابه‌های آن‌ها باقی نمانده است، مهم‌ترین آن‌ها که توسط منابع تاریخی به ما منتقل شده است می‌توان از سالن طلایی، سالن بلور و سالن الخیزران نام برد. یکی دیگر از سالن‌های این قصر که برای استقبال و پذیرایی از میهمانان استفاده می‌شده است و کماکان سالم باقی‌مانده است سالن الخمسینیه می‌باشد که در سمت شرقی در نزدیکی ورودی اصلی قصر قرار دارد.
بسبب وضعیت خرابی که الان در قصر البدیع الان وجود دارد ما اطلاعات زیادی از عناصر تشکیل‌دهنده نقش و نگارها و کاشی و… که برای دیواره‌ها و کف زمین و سقف این قصر استفاده شده نداریم، منابع تاریخی می‌گویند که برای این منظور در این قصر از انواع سنگ‌ها به‌طور خاص مرمر در رنگ و انواع مختلف، انواع کاشی‌ها و سفال‌های رنگارنگ، سقف‌های چوبی رنگ آمیزی شده، فواره‌های مختلف، حوض‌های آب و… برای تزیین استفاده شده است. ما می‌توانیم با قوه تخیل زیبایی‌های قصر البدیع را از میان آثار باقی‌مانده در معماری و مهندسی دوره السعدی که در مراکش باقی‌مانده است به‌طور خاص در مقبره‌های السعدیه و مدرسه بن یوسف در ذهنمان متصور و مجسم کنیم.

## تاریخچه
قصر البدیع و آثار باقی‌مانده از آن به ما یک شناخت و تصویری از ساختمان قصرها در طول قرن ۱۶ میلادی در مراکش می‌دهد و بیانگر آن است که این قصرها تحت تأثیر طراحی‌های خارجی (اروپایی) مانند طراحی آندلسی قرار داشته است. اتاق‌های مجللی که در این قصر بوده است مانند آن را می‌توان در میدان سیاه (الاسود) در غرناطه و همچنین در داخل محوطه مسجد القرویین در فاس، مشابه حوض مستطیلی و بلند آبی این قصر را در میدان الریحان، نظام و سیستم کار قنات و کانال‌های آبی داخل سالن‌ها و نحوه ساختمان آن‌ها را می‌توان در قصر الحمراء در الغرناطه، مشاهده نمود. علل این میزان تأثیرات خارجی در معماری مختلف بوده است که می‌توان به موارد زیر اشاره نمود: جنگ‌های صلیبی برای باز پس‌گیری این مناطق، هجرت المورسکیین الفارین به دلیل جنگ‌های صلیبی به این منطقه و…، مورخ و تاریخدان الافرانی و نوشته‌هایش به ما کمک می‌کند که بعضی از این منابع تأثیرگذار در معماری مراکشی را بیشتر درک کنیم مانند این نکته که المنصور الذهبی برای ساختن این قصر از کارگران و متخصصین کلیه کشورها حتی اروپا استفاده نمود کما اینکه سنگ مرمر را از شهر بیزانس در ایتالیا وارد کرد، این روش‌ها یک سری روش‌های کار رایج در دوران قرون وسطی در کشورهای اسلامی بوده است.
البدیع این یک اسمی نیست که جدید باشد یا المنصور الذهبی اختراع کرده باشد برای اینکه قبل از این همین اسم برای یک قسمت از قصر اموی‌ها در قرطبه که حماد بیجابه آن را ساخته است استفاده شده است.
الخمسینیه اسم یکی از همسران المنصور الذهبی بوده است که مادر محمد الشیخ و ابو فارس دو نفری که بعد از مرگ پدرشان به حکومت رسیدند بوده است.
مسجد قرویین در فاس در سال ۸۵۹ ساخته شده است و بعد از آن در سال‌های ۹۵۶ و ۱۱۳۵ گسترش یافته است، اما دو قسمت آن که در میدان الان دیده می‌شود در زمان سلسله السعدیه در قرن ۱۶ میلادی ساخته شده است. این تأثیرپذیری از معماری خارجی از قرن ۱۰ میلادی در هنگام ساختن شهر الزهرا از طرف خلیفه قرطبه شروع شد.

## نگارخانه

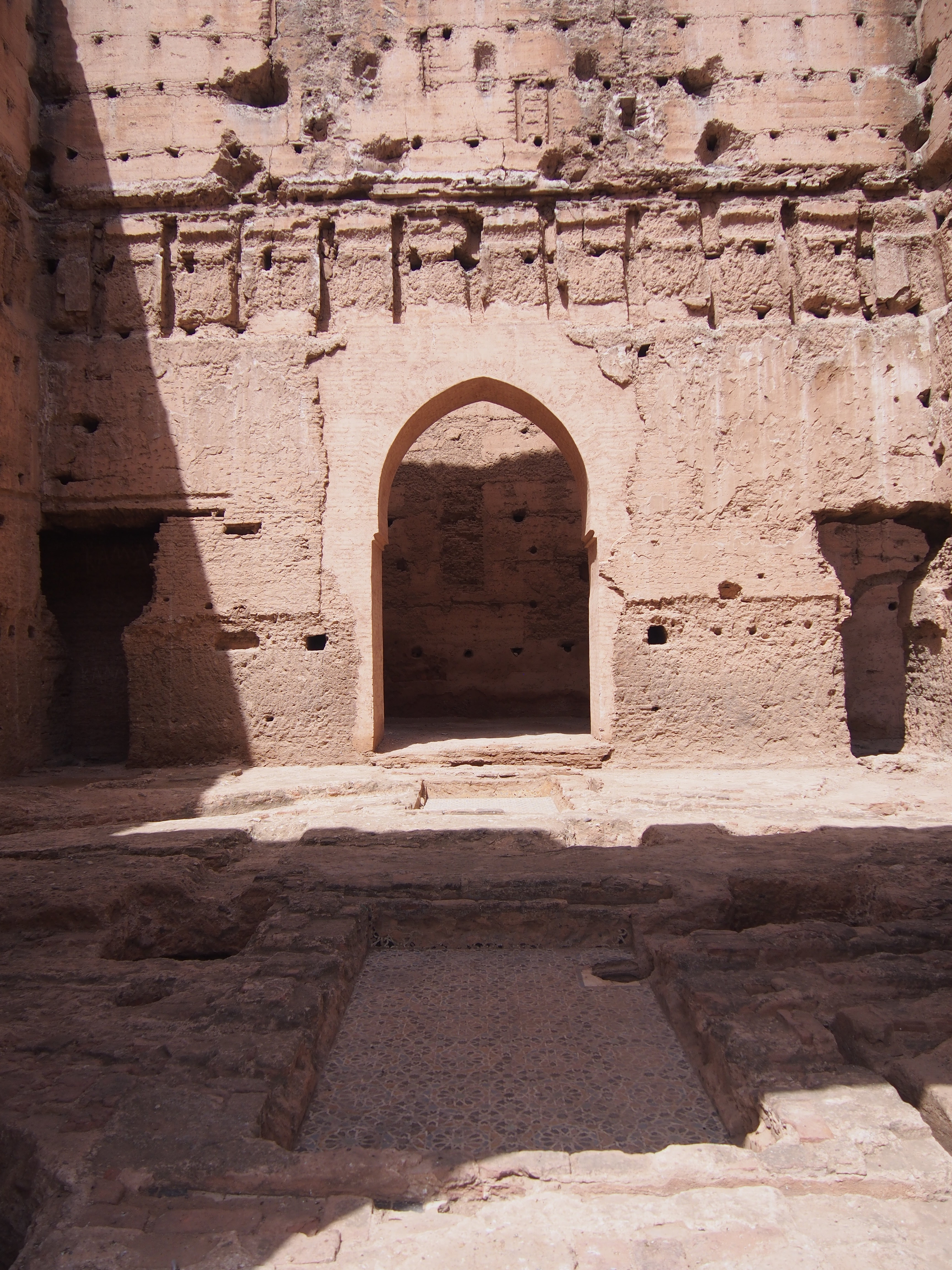
سالن پذیرایی و اتاق تاج و تخت در داخل غرفه غربی، قبه الخامسینیه. در پیش زمینه بقایای یک حوضچه آب مستطیل شکل پوشیده از کاشی کاری موزاییک زلیج قرار دارد.
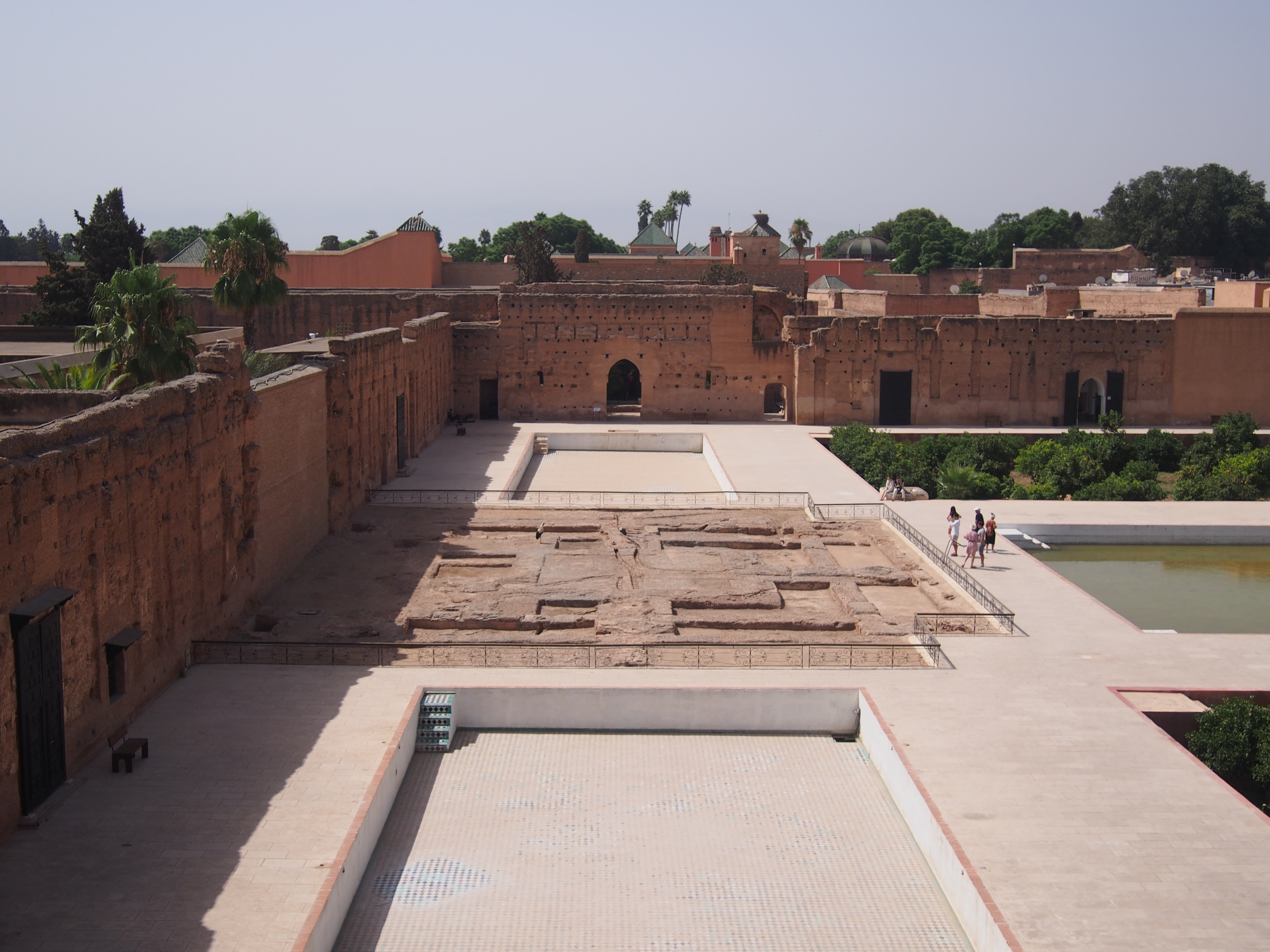
غرفه شرقی (قبعت الزجاج)، امروز دیگر وجود ندارد ولی بقایای زیرساخت‌های آب زیرزمینی را نشان می‌دهد.
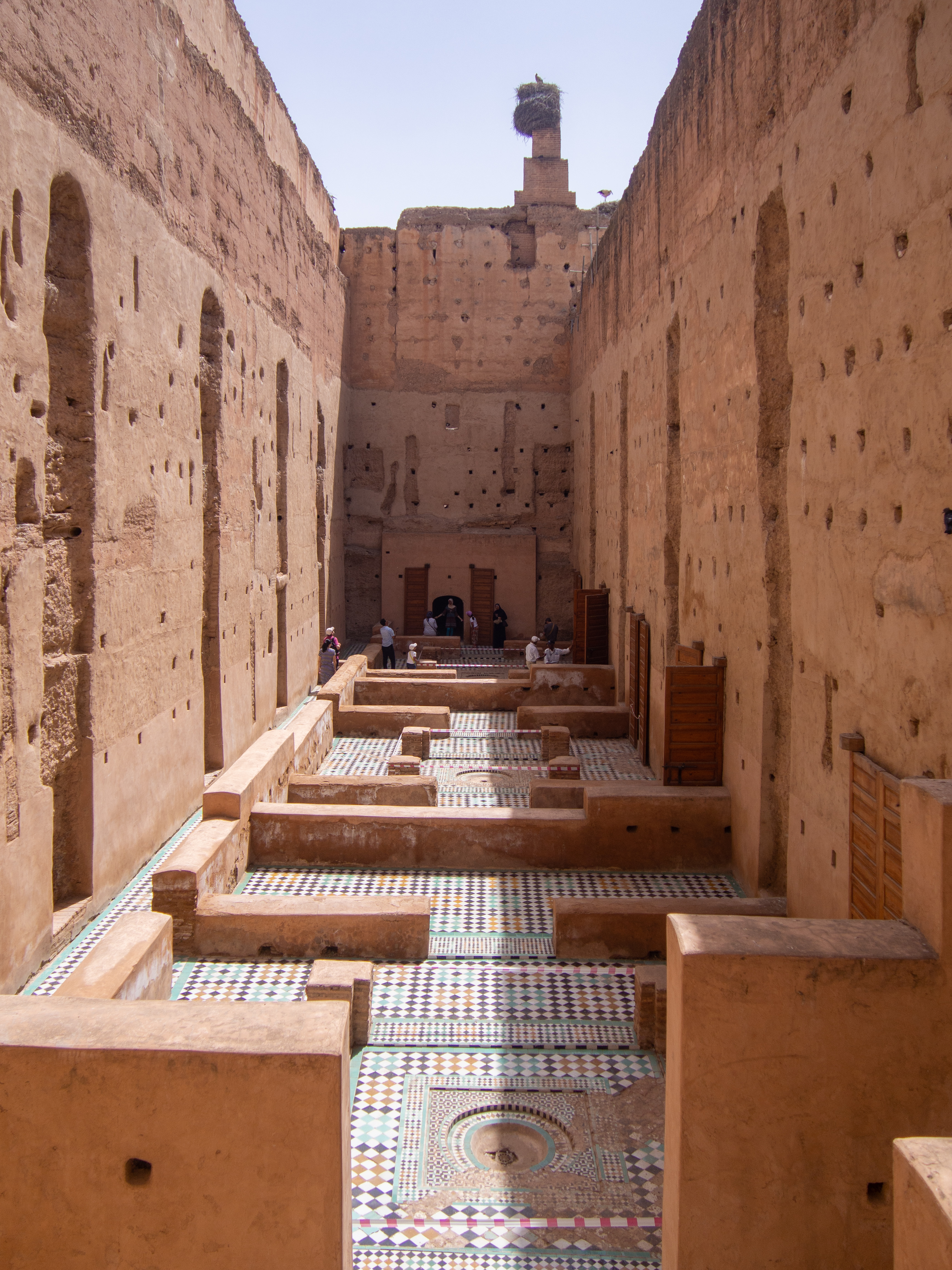
مجموعه‌ای در ضلع شمال غربی کاخ که شامل محله‌های مسکونی، احتمالاً برای سفرای خارجی بوده است.
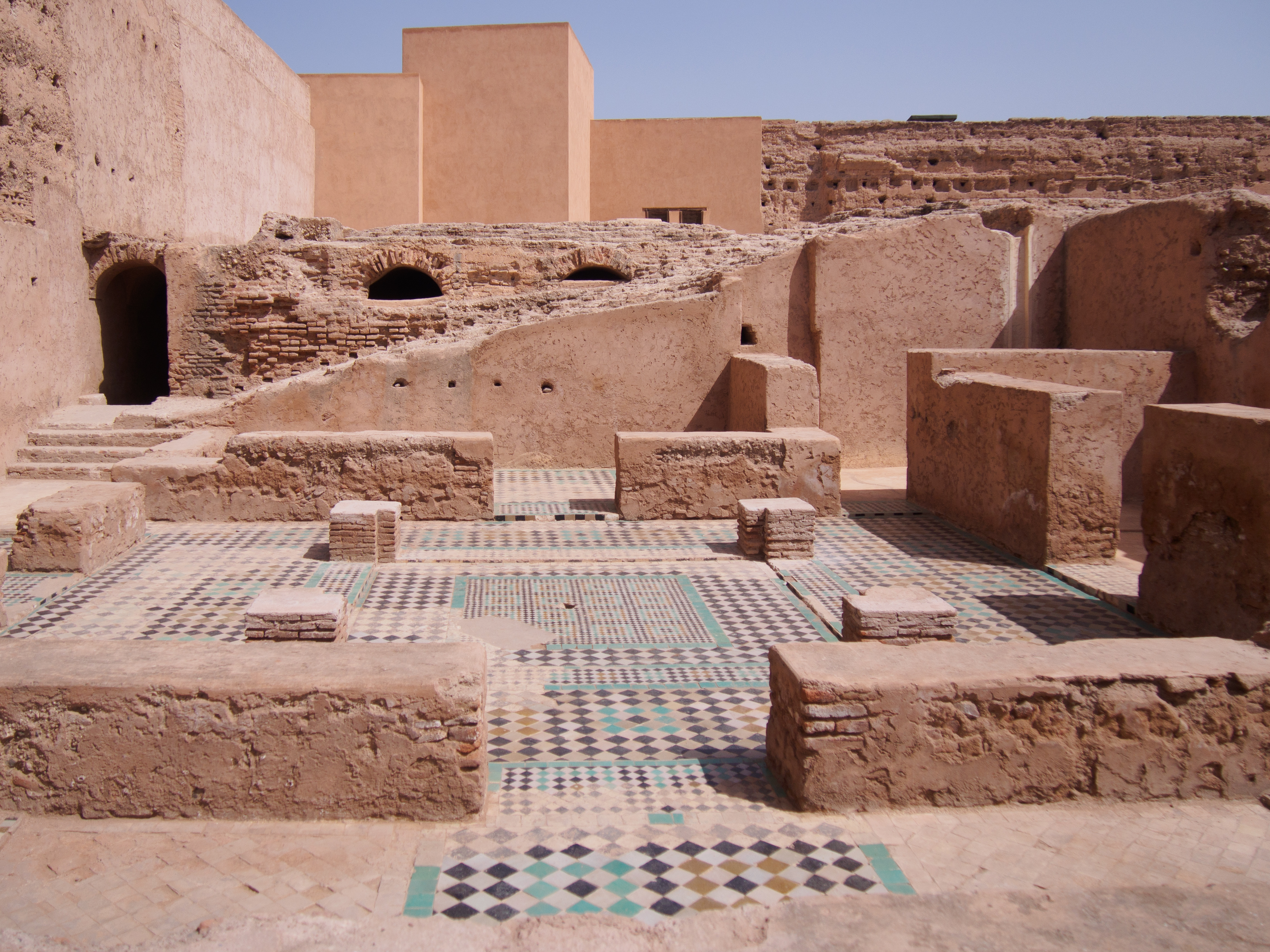
منطقه‌ای در ضلع جنوبی کاخ، احتمالاً شامل بقایای حمام است.
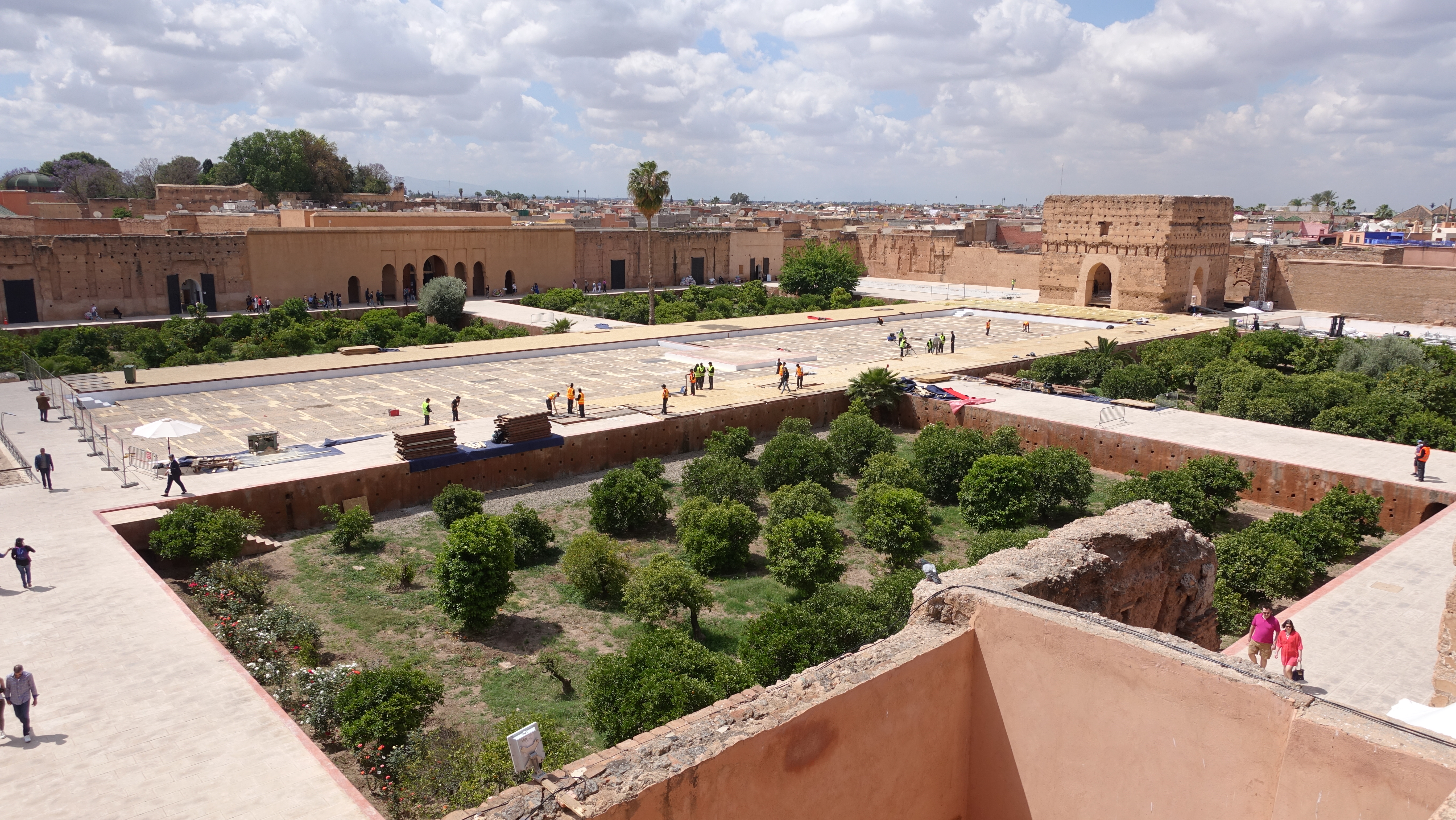
نمای کلی حیاط اصلی کاخ بادی، شامل حوضچه آب مرکزی و چهار باغ بزرگ شده است.
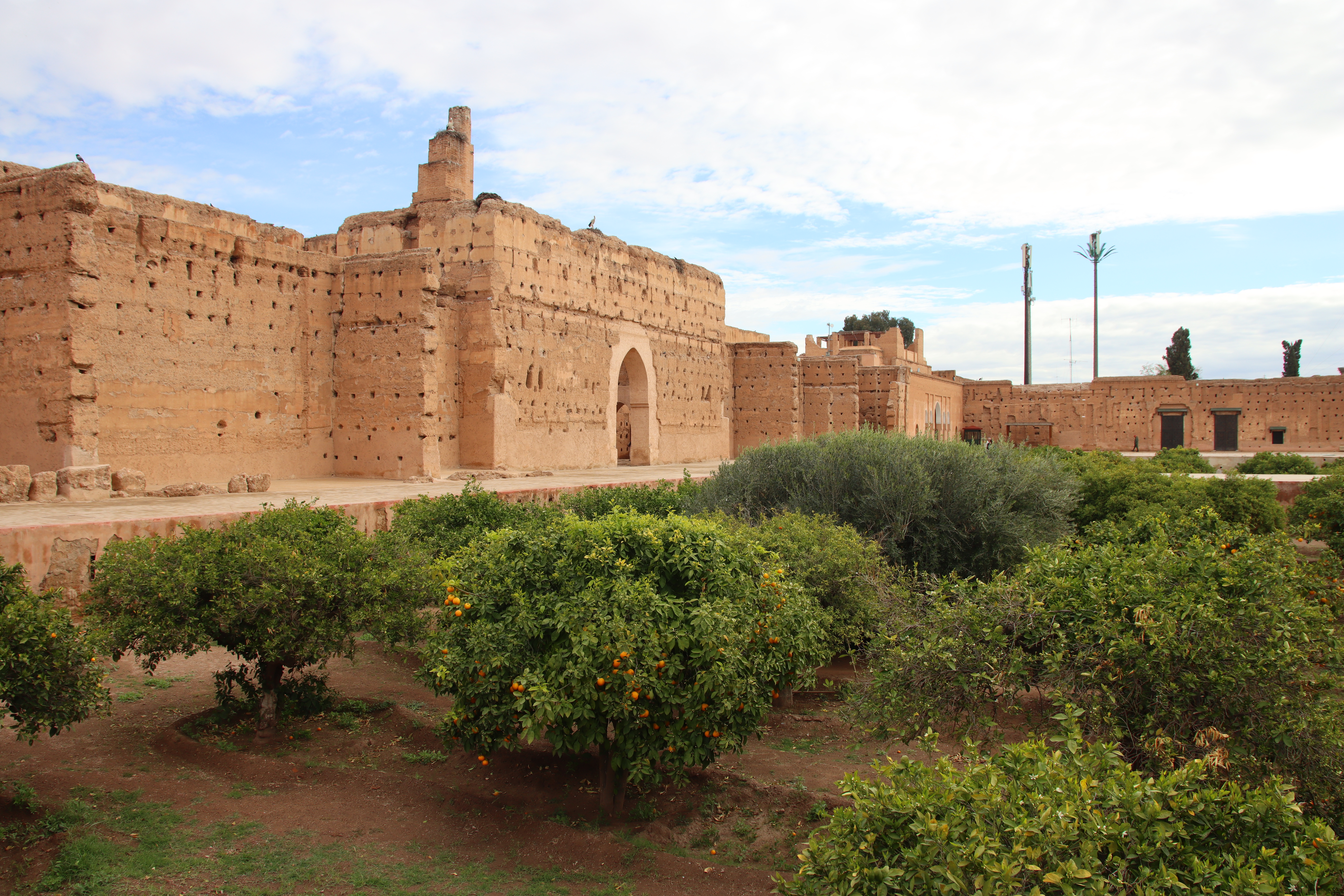
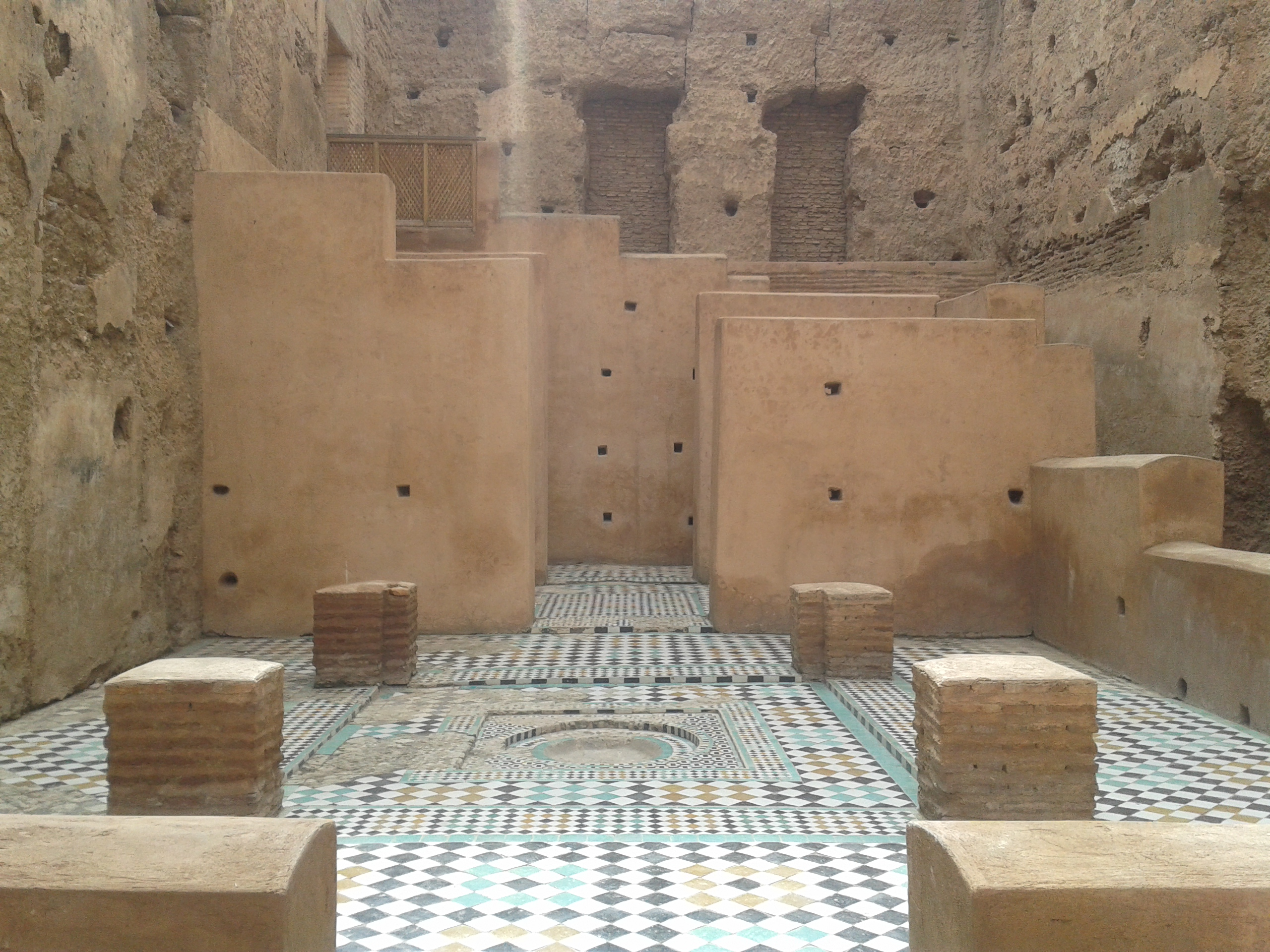
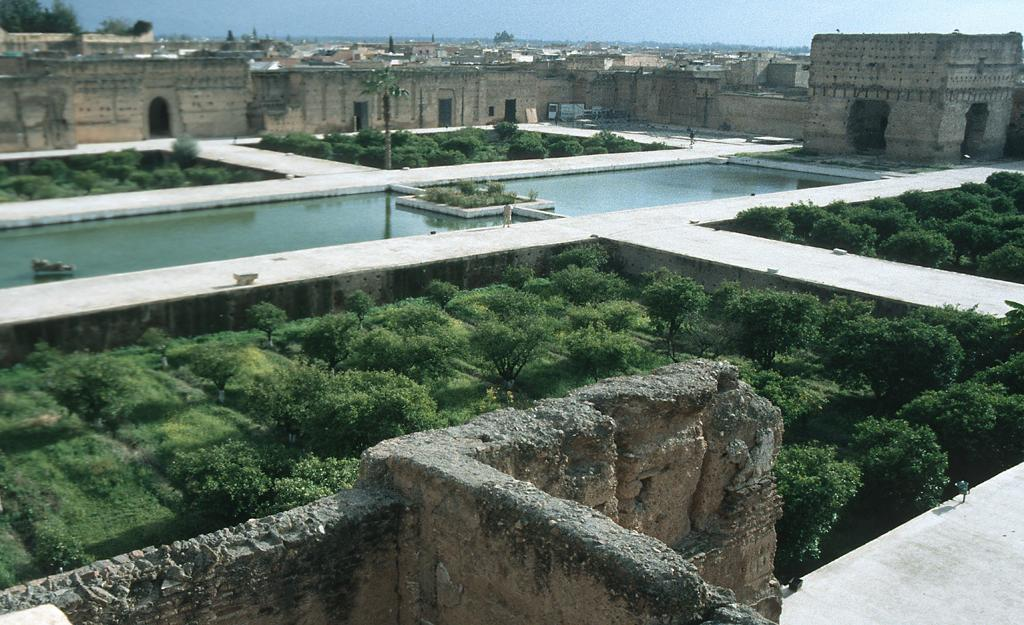
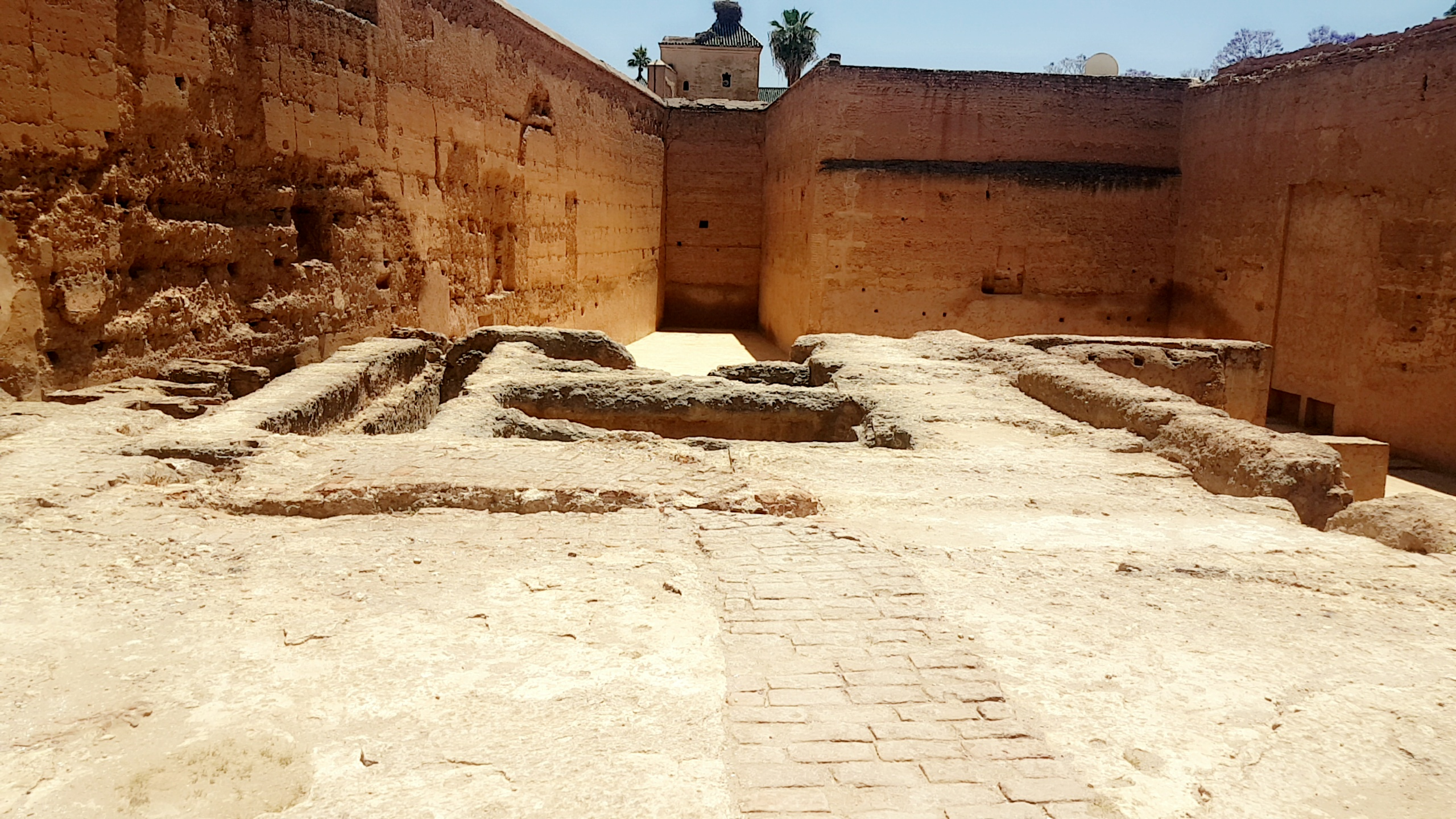
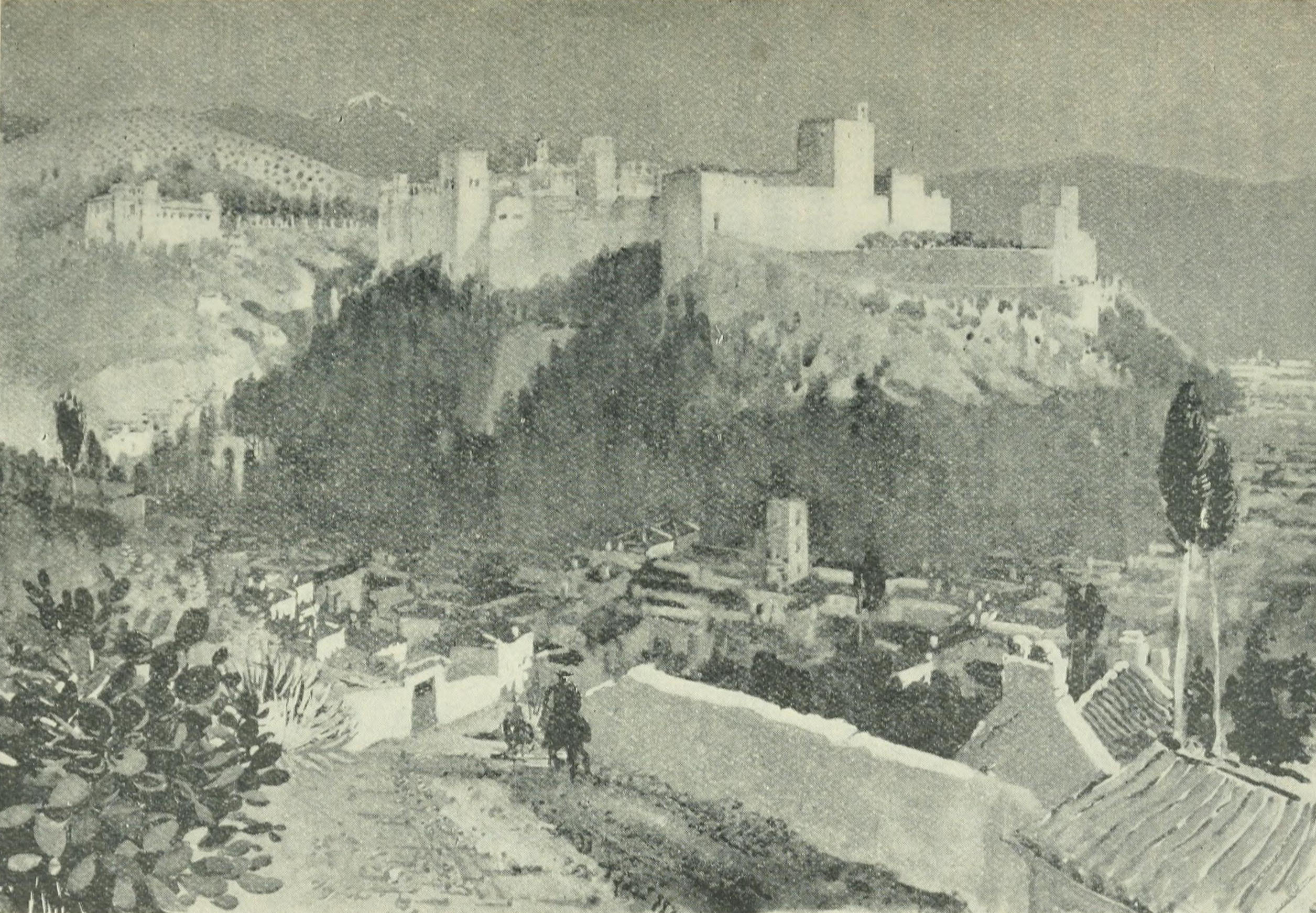